# Рівняння Клейна — Ґордона
Рівня́ння Кле́йна — Ґо́рдона (іноді Кле́йна — Ґо́рдона — Фо́ка) — лоренц-інваріантне хвильове рівняння, що описує рух квантового скалярного або псевдоскалярного поля, квантом якого є безспінова частинка.
Це рівняння не можна безпосередньо інтерпретувати як рівняння Шредінгера для квантового стану, оскільки воно містить другу похідну за часом і не забезпечує скінченну невід'ємну густину ймовірності, що зберігається. Тим не менш, за належного трактування рівняння Клейна — Ґордона описує квантову амплітуду знаходження точкової частинки в деякому місці — релятивістську хвильову функцію, однак, частинка може рухатися як вперед, так і назад у часі. Будь-який розв'язок рівняння Дірака одночасно задовольняє і рівняння Клейна — Ґордона, однак, зворотне твердження не виконується.

## Формулювання
Рівняння Клейна — Ґордона записується таким чином:
{\displaystyle {\frac {1}{c^{2}}}{\frac {\partial ^{2}}{\partial t^{2}}}\psi -\nabla ^{2}\psi +\mu ^{2}\psi =0,}
або, в скороченому вигляді:
{\displaystyle (\Box +\mu ^{2})\psi =0,}
де {\displaystyle \mu ={\frac {mc}{\hbar }}}, ψ — хвильова функція, {\displaystyle \hbar } — зведена стала Планка, m — маса частинки, c — швидкість світла, {\displaystyle \Box } — оператор д'Аламбера, або даламбертіан, що записується так:
{\displaystyle \Box ={\frac {1}{c^{2}}}{\frac {\partial ^{2}}{\partial t^{2}}}-\nabla ^{2}.}
Найчастіше рівняння записують у природних одиницях:
{\displaystyle -\partial _{t}^{2}\psi +\nabla ^{2}\psi =m^{2}\psi }
Форма рівняння визначена таким чином, щоб розв'язки у вигляді плоскої хвилі:
{\displaystyle \psi =e^{-i\omega t+i{\vec {k}}{\vec {x}}}=e^{ik_{\mu }x^{\mu }}}
відповідали відношенню енергії-імпульсу спеціальної теорії відносності:
{\displaystyle -p_{\mu }p^{\mu }=E^{2}-P^{2}=\omega ^{2}-k^{2}=-k_{\mu }k^{\mu }=m^{2}.}
На відміну від рівняння Шредінгера, рівняння Клейна — Ґордона допускає по два значення {\displaystyle \omega } для кожного {\displaystyle k}, одне від'ємне й одне невід'ємне. Лише за допомоги розділення частин із від'ємними та невід'ємними частотами можна отримати рівняння, що описує релятивістську хвильову функцію. У стаціонарному випадку рівняння Клейна — Ґордона виглядатиме:
{\displaystyle \left[\nabla ^{2}-{\frac {m^{2}c^{2}}{\hbar ^{2}}}\right]\psi (\mathbf {r} )=0,}
що відповідає екранованому рівнянню Пуассона.
Рівняння Клейна — Ґордона є релятивістським еквівалентом рівняння Шредінгера, однак воно не годиться для опису електрона, який є ферміоном і має спін 1/2 (див. рівняння Дірака). Рівняння Клейна — Ґордона описує рух піона.
Рівняння Кляйна-Ґордона випливає із зв'язку між енергією та імпульсом частинки в теорії відносності:
{\displaystyle E^{2}=c^{2}(p^{2}+m^{2}c^{2})}.
Заміняючи в цьому співвідношення E на {\displaystyle i\hbar {\frac {\partial }{\partial t}}} і {\displaystyle \mathbf {p} } на {\displaystyle -i\hbar \nabla }, отримують рівняння Клейна — Ґордона.

## Історія
Вперше рівняння Клейна — Ґордона запропонував Ервін Шредінгер в 1926 році як релятивістське узагальнення рівняння Шредінгера. Незалежно від нього — шведський фізик Оскар Клейн, радянський фізик Володимир Фок та німецький фізик Вальтер Ґордон.
Аналіз рівняння показав, що його розв'язок принципово відрізняється за своїм фізичним змістом від звичайних хвильових функцій, як амплітуд ймовірності знаходження частки в заданому місці простору в заданий момент часу. Функція {\displaystyle \Psi (x,y,z,t)\ } не визначається однозначно значеннями {\displaystyle \Psi \ } в початковий момент часу. Більше того, вираз ймовірності стану поряд з позитивними значеннями може набувати також і позбавлених фізичного змісту від'ємних значень. Тому спершу від рівняння Клейна — Ґордона відмовились. Проте в 1934 році Вольфганг Паулі та Віктор Вайскопф знайшли «правильну» інтерпретацію цього рівняння в рамках квантової теорії поля (вони розглянули його як рівняння поля, аналогічно до рівнянь Максвелла для електромагнітного поля, і проквантували; при цьому {\displaystyle \Psi \ } стало оператором).

## Роз'вязок для релятивістської вільної частинки
Рівняння Клейна — Ґордона для вільної частинки записується таким чином:
{\displaystyle \mathbf {\nabla } ^{2}\psi -{\frac {1}{c^{2}}}{\frac {\partial ^{2}}{\partial t^{2}}}\psi ={\frac {m^{2}c^{2}}{\hbar ^{2}}}\psi }
із таким самим розв'язком, що й у нерялятивістському випадку:
{\displaystyle \psi (\mathbf {r} ,t)=e^{i(\mathbf {k} \cdot \mathbf {r} -\omega t)},}
але з накладеною умовою, відомою, як дисперсійне відношення:
{\displaystyle -k^{2}+{\frac {\omega ^{2}}{c^{2}}}={\frac {m^{2}c^{2}}{\hbar ^{2}}}.}
Як і для нерелятивістської частинки, маємо такі вирази для енергії та імпульсу:
{\displaystyle \langle \mathbf {p} \rangle =\left\langle \psi \left|-i\hbar \mathbf {\nabla } \right|\psi \right\rangle =\hbar \mathbf {k} ,}
{\displaystyle \langle E\rangle =\left\langle \psi \left|i\hbar {\frac {\partial }{\partial t}}\right|\psi \right\rangle =\hbar \omega .}
Крім того, ми можемо відновити зв'язок між енергією й імпульсом для релятивістських масивних частинок, підставивши до дисперсійного відношення отримані вирази для {\displaystyle k} і {\displaystyle \omega }:
{\displaystyle \langle E\rangle ^{2}=m^{2}c^{4}+\langle \mathbf {p} \rangle ^{2}c^{2}.}
Для безмасових частинок необхідно в отриманих виразах покласти {\displaystyle m=0}, тоді:
{\displaystyle \langle E\rangle =\langle |\mathbf {p} |\rangle c.}

## Дія
Також рівняння Клейна — Ґордона можна отримати з такого функціоналу дії:
{\displaystyle {\mathcal {S}}=\int \left(-{\frac {\hbar ^{2}}{m}}\eta ^{\mu \nu }\partial _{\mu }{\bar {\psi }}\partial _{\nu }\psi -mc^{2}{\bar {\psi }}\psi \right)\mathrm {d} ^{4}x,}
де {\displaystyle \psi } — поле Клейна — Ґордона, {\displaystyle m} — його маса. Комплексне спряження {\displaystyle \psi } позначено як {\displaystyle {\bar {\psi }}}. Якщо скалярне поле дійсне, то, очевидно, {\displaystyle {\bar {\psi }}=\psi }.
Звідси можна отримати тензор енергії-імпульсу скалярного поля:
{\displaystyle T^{\mu \nu }={\frac {\hbar ^{2}}{m}}\left(\eta ^{\mu \alpha }\eta ^{\nu \beta }+\eta ^{\mu \beta }\eta ^{\nu \alpha }-\eta ^{\mu \nu }\eta ^{\alpha \beta }\right)\partial _{\alpha }{\bar {\psi }}\partial _{\beta }\psi -\eta ^{\mu \nu }mc^{2}{\bar {\psi }}\psi .}

## Гравітаційна взаємодія
У загальній теорії відносності враховується наявність гравітації, і рівняння Клейна — Ґордона має такий вигляд:
{\displaystyle {\frac {-1}{\sqrt {-g}}}\partial _{\mu }\left(g^{\mu \nu }{\sqrt {-g}}\partial _{\nu }\psi \right)+{\frac {m^{2}c^{2}}{\hbar ^{2}}}\psi =0,}
або,
{\displaystyle 0=-g^{\mu \nu }\nabla _{\mu }\nabla _{\nu }\psi +{\dfrac {m^{2}c^{2}}{\hbar ^{2}}}\psi =-g^{\mu \nu }\partial _{\mu }\partial _{\nu }\psi +g^{\mu \nu }\Gamma ^{\sigma }{}_{\mu \nu }\partial _{\sigma }\psi +{\dfrac {m^{2}c^{2}}{\hbar ^{2}}}\psi ,}
де {\displaystyle g^{\alpha \beta }} — зворотній метричний тензор, який репрезентує гравітаційне потенціальне поле, {\displaystyle g} — детермінант метричного тензора, {\displaystyle \nabla _{\mu }} — коваріантна похідна та {\displaystyle \Gamma ^{\sigma }{}_{\mu \nu }} — символ Крістоффеля, який репрезентує гравітаційне силове поле.